# العلاقات الغينية الفرنسية
العلاقات الغينية الفرنسية هي العلاقات الثنائية التي تجمع بين غينيا وفرنسا.

## مقارنة بين البلدين
هذه مقارنة عامة ومرجعية للدولتين:
| وجه المقارنة                                              | غينيا       | فرنسا                                                    |
| --------------------------------------------------------- | ----------- | -------------------------------------------------------- |
| المساحة (كم2)                                             | 245.86 ألف  | 643.80 ألف                                               |
| عدد السكان (نسمة)                                         | 12.72 مليون | 67.12 مليون                                              |
| الكثافة السكانية (ن./كم²)                                 | 51.74       | 104.26                                                   |
| العاصمة                                                   | كوناكري     | باريس                                                    |
| اللغة الرسمية                                             | لغة فرنسية  | لغة فرنسية                                               |
| العملة                                                    | فرنك غيني   | يورو، فرنك س ف ب، فرنك فرنسي، Livre tournois ‏            |
| الناتج المحلي الإجمالي (بليون دولار)                      | 10.50 مليار | 2.58 تريليون                                             |
| الناتج المحلي الإجمالي (تعادل القوة الشرائية) بليون دولار | 15.24 مليار | 2.87 تريليون                                             |
| الناتج المحلي الإجمالي الاسمي للفرد دولار أمريكي          | 531         | 36.20 ألف                                                |
| الناتج المحلي الإجمالي للفرد دولار أمريكي                 | 1.22 ألف    | 39.33 ألف                                                |
| مؤشر التنمية البشرية                                      | 0.411       | 0.888                                                    |
| رمز المكالمات الدولي                                      | +224        | +33                                                      |
| رمز الإنترنت                                              | .gn         | .fr، .bzh ‏، .tf، .re، .wf، .yt، .pm، .paris              |
| المنطقة الزمنية                                           | 00          | أوروبا/باريس ‏، توقيت وسط أوروبا، توقيت وسط أوروبا الصيفي |

## مدن متوأمة
في ما يلي قائمة باتفاقيات التوأمة بين مدن غينية وفرنسية:
- ترتبط دابولا مع بلويرميل باتفاقية توأمة منذ 2003.

## منظمات دولية مشتركة
يشترك البلدان في عضوية مجموعة من المنظمات الدولية، منها:
| علم المنظمة | اسم المنظمة                               | تاريخ انضمام غينيا | تاريخ انضمام فرنسا |
| ----------- | ----------------------------------------- | ------------------ | ------------------ |
|             | مؤسسة التنمية الدولية                     | 26 سبتمبر 1969     | 30 ديسمبر 1960     |
|             | يونسكو                                    | 2 فبراير 1960      | 4 نوفمبر 1946      |
|             | وكالة ضمان الاستثمار متعدد الأطراف        | 5 أكتوبر 1995      | 28 ديسمبر 1989     |
|             | الأمم المتحدة                             | 12 ديسمبر 1958     | 24 أكتوبر 1945     |
|             | الفريق المعني برصد الأرض                  | ?                  | ?                  |
|             | الاتحاد البريدي العالمي                   | ?                  | ?                  |
|             | البنك الدولي للإنشاء والتعمير             | 28 سبتمبر 1963     | 27 ديسمبر 1945     |
|             | منظمة حظر الأسلحة الكيميائية              | ?                  | ?                  |
|             | مؤسسة التمويل الدولية                     | 22 أكتوبر 1982     | 20 يوليو 1956      |
|             | المركز الدولي لتسوية المنازعات الاستشارية | 4 ديسمبر 1968      | 20 سبتمبر 1967     |
|             | منظمة التجارة العالمية                    | 25 أكتوبر 1995     | 1995               |
|             | منظمة الشرطة الجنائية الدولية             | ?                  | ?                  |
|             | البنك الإفريقي للتنمية                    | ?                  | ?                  |

## وصلات خارجية
- موقع وزارة الخارجية الفرنسية